# علي محسن المريسي
علي محسن المريسي (16 سبتمبر 1940–26 نوفمبر 1993) هو لاعب كرة قدم،ولاعب القرن في اليمن الموحد في استفتاء رسمي جرى عام 2000م، ويعتبر من أشهر اللاعبين في تاريخ الكرة اليمنية وأنجح محترف مثل الكرة اليمنية في صفوف الزمالك المصري، وهو اللاعب الوحيد الذي لعب في منتخب مصر مع أنه لا يحمل الجنسية المصرية التي اعتذر عن قبولها بسبب حبه وولائه لليمن، وتشهد عدن كل سنة بطولة رمضانية لكرة القدم لأندية عدن والمحافظات المجاورة لها «لحج وأبين والضالع وتعز وحضرموت وشبوة» على كأس المريسي .

## حياته المهنية
بدأ ممارسة كرة القدم في نادي الغزال بعدن الذي حمل لاحقا اسم نادي الشعب ثم الميناء، قبل أن يذهب للدراسة في جمهورية مصر العربية عام 1950م. سكن في الدقي وعاش مع اسرة مصرية ولعب كرة القدم في حواريها ولفت الانظار اليه من خلال لعبه الكرة بشكل متواصل نتيجة تعثر التحاقه بالدراسة في عامه الأول في مصر بسبب رفض الثانوية الإبراهيمية انضمامه إليها. اكتشفه المدرب الزملكاوي محمد قنديل وضمه إلى نادي الزمالك عام 1956م واستمر في رعايته رياضيا. وفي عامه الثاني بمصر قبلته الثانوية الإبراهيمية وانضم إلى فريقها الكروي وتالق في صفوف فريقها الكروي وتم اختياره أفضل لاعب في البطولة الكروية على مستوى المدارس الثانوية في القاهرة فكرمته الثانوية الإبراهيمية بصرف راتب شهري قدره عشرة جنيهات مع منحه حق السكن في سكنها الداخلي. بدأت شهرته الحقيقة في مصر بعد خوضه نهائي كأس مصر في صفوف الزمالك أمام الأهلي عام 1958م على ملعب الترسانة وقد سجل هدف من هدفي الفوز الزملكاوي (2/ 1).
وقد بلغ ذروة تألقه الكروي مطلع الستينات من القرن الماضي عندما حقق لقب هداف الدوري المصري كلاعب محترف في الزمالك أعوام 1960م، 1961م، 1962م، بشكل دفع الشارع الرياضي المصري للمطالبة بمنحه الجنسية المصرية لكنه رفضها معتذرا بتمسكه بجنسيته اليمنية. لعب إلى جوار الأهلاوي صالح سليم كمعار للقلعة الحمراء وزامل حمادة أمام ومحمود أبورجيله ومحمود الجوهري ويكن وغيرهم من النجوم في الزمالك وواجه بيليه وبوشكاش وزاجالو وعموبابا وتميز بقدرته الفائقة على المراوغة وترويض الكرة وركلها هوائيا بقوة من أي وضع، وسجل هدف من أهداف الزمالك الستة في مرمى وست هام صاحب اللاعبين الستة في بطل كأس العالم 1966م.
أطلقت عليه الصحافة والجماهير في مصر عدد من الألقاب اشهرها:«أبو الكباتن، الواد اليمني، السفير الأول، علي اليمني، قاهر وست هام، الهداف، الهرم الرابع، عابر القارات» كما أطلق عليه المعلق الشهير لطيف لقب«علي أطلس». وله تجربة في السينما المصرية في فيلم حديث المدينة. كما أنه تخرج في الكلية الحربية في مصر برتبة ملازم وعمل معلما في الكلية الحربية اليمنية ووصل إلى درجة مستشار بوزارة الشباب والرياضة اليمنية.
درب اندية الشعب والميناء والهلال في صنعاء وعدن وقاد العديد من المنتخبات اليمنية وحقق معها عدد من الإنجازات والانتصارات التي لا تزال الجماهير اليمنية تتغنى بها حتى الآن. قاد فريق هورسيد الصومالي كمدرب في موسمين متتالين 1972م ـ 1973م إلى إحراز بطولة الدوري الصومالي وبطولة شرق إفريقيا، كما ساهم في الإشراف على منتخب الصومال الوطني. توقف عن اللعب في مصر وعاد إلى اليمن بعد مؤامرة ـ وصفت بالقذرة ـ قادها المشير عبد الحكيم عامر الذي سلط الصحافة المصرية للنيل من اللاعب الفذ بالرغم من تكريمه له في مناسبة سابقة بساعة يد تحمل صورته الشخصية، لكنه أي المريسي عاد إلى مصر مرات أخرى وكرمه نادي الزمالك في حفل كبير أقيم بقمر النادي عام 1992م. عالجه الرئيس الخالد جمال عبد الناصر على حسابه الخاص في بريطانيا وكرمه في مناسبة أخرى كما حصل على التكريم من الرئيس علي عبد الله صالح ومن الرئيس الأسبق علي ناصر محمد. انتقل إلى جوار ربه يوم 26 نوفمبر 1993م في صنعاء التي أطلق اسمه على أكبر ملاعبها الكروية «ملعب المريسي» وينظم فرع الاتحاد اليمني لكرة القدم بعدن مسابقة سنوية باسمه كما أطلقت السلطة المحلية بعدن اسمه على الشارع الذي كان يسكن فيه في مدينة التواهي.

## الأهداف الرسمية
| النادي  | الموسم | الاهداف       | الاهداف |
| النادي  | الموسم | الدوري المصري | كاس مصر |
| ------- | ------ | ------------- | ------- |
| الزمالك |        |               |         |
| 1958-59 | 1      | 1             |         |
| 1959-60 | 0      | 2             |         |
| 1960-61 | 16     | 1             |         |
| 1961-62 | 6      | 1             |         |
| 1962-63 | 3      | 3             |         |
| 1963-64 | 7      | 3             |         |
| 1964-65 | 0      | 0             |         |
| 1965-66 | 4      | 1             |         |
| المجموع | 37     | 12            |         |

## روابط خارجية
- علي محسن المريسي على موقع قاعدة بيانات كرة القدم.إي يو (الإنجليزية)
- علي محسن المريسي على موقع ناشيونال فوتبول تيمز (الإنجليزية)